# Naberezsnije Cselni
Naberezsnije Cselni (oroszul: Набережные Челны) nagy ipari város Oroszországban, a Káma partján, Tatárföld második legnagyobb és legnépesebb városa, Tukaj járás székhelye, (de a város nem része a járásnak). A városban működik Oroszország legnagyobb járműgyártó vállalata, a Kámai Autógyár (rövidítve KamAZ).
Népessége: 513 193 fő (a 2010. évi népszámláláskor).

## Neve
Eredeti tatár neve Яр Чаллы (Yar Çallı ?) későbbi orosz neve Berezsnije Cselni, 1982–1988 között Brezsnyev, (az egykori pártfőtitkárról, Leonyid Brezsnyevről elnevezve). 1988. január 6-tól Naberezsnije Cselni. Az orosz naberezsnaja szó jelentése 'rakpart'; a név második része, az orosz cselni valószínűleg a tatár Çallıból keletkezett.

## Földrajza
Tatárföld északkeleti részén, a Káma és a Nyizsnyekamszki-víztározó bal partja mentén hosszan terül el. 
A mérsékelt éghajlati övezetben, a déli tajga és az erdős sztyepp öv határán fekszik.Távolsága közúton Kazanytól 240 km. A városnál ömlik a Kámába két kis mellékfolyó, a Cselna és a Melekeszka. A városhoz tartozik a jobb parton fekvő Tarlovka település is.
A folyó két partja közötti kapcsolatot a Nyizsnyekamszki vízerőmű duzzasztógátja biztosítja, melyen közút és vasútvonal halad keresztül. A városon át vezet az M7-es „Volga” főút Kazany–Ufa közötti szakasza. 

## Története
A település első említése egy 1680-ban összeállított, de vitatott hitelességű bolgár vagy tatár dokumentumban, a Dzsagfar tarihiben található, mely szerint Yar Çallı (oroszul Яр Чаллы) település 1172-ben keletkezett és később, a 14-15. században a volgai bolgárok jelentősebb városa volt.
Orosz dokumentumok 1626-ban említik először Berezsnije Cselni falu nevét, amikor a Cselna folyón és környékén több kis orosz paraszti telepet létesítettek. A 18. századra az Alsó-Káma már viszonylag sűrűn lakott hely volt. A partokat elöntéses rétek és sűrű fenyőerdők borították, a kitermelt fát távolabbi városokba szállították (valószínűleg úsztatták) és hajóépítésre használták fel. Az 1847. évi összeírás szerint a falunak 1726 lakosa volt, a lakosság halászattal, kereskedelemmel foglalkozott. A 19. század második felére fokozatosan az Alsó-Káma egyik kereskedelmi központjává vált, víz- és gőzmalmai is működtek, kikötője viszonylag jelentős forgalmat bonyolított le. 1917-ben nagy elevátora (gabonatároló) épült.

### A szovjet korszak
1920-ban megalapították a Tatár Autonóm Köztársaságot, a falu az Ufai kormányzóság (később kanton) része lett. 1930-ban a közeli kistelepüléseket összevonták, és Berezsnije Cselni városi jogokat kapott. A hosszú ideig csöndes kisvárosban az 1960-as években gyors iparosítás indult meg.
1963-ban kezdődött a város mellett létesítendő vízerőmű és az erőmű építői, illetve majdani üzemeltetői számára egy városrész építése. Fellendült az építőipar, az élelmiszeripar. 1969-ben a pártvezetés és a kormány határozatokat hozott a nehézgépjármű-gyártás megindításához szükséges gyárak és egy nagy hőerőmű építéséről Naberezsnije Cselniben, és a következő évben kormányhatározat jelent meg az új város építéséről. Ez valójában a város második születését jelentette.
1976-ban a KamAZ ipari komplexumban megindult a tehergépkocsik, tartálykocsik, dízelmotorok stb. gyártása. 1978-ban az elkészült duzzasztógát mögött megkezdődött a víztározó feltöltése, decemberben üzembe helyezték a vízerőmű első gépegységét. 1986 végére felépült és termelni kezdett a papíripari kombinát.
A nagyméretű ipari tevékenységgel párhuzamosan alakult ki a város, létrejöttek közigazgatási, szociális, kommunális, egészségügyi, kulturális létesítményei. A népesség nagyon gyorsan növekedett, pl. az 1979 eleji 300 ezer főről tíz év alatt 500 ezerre nőtt. Az 1973-as városrendezési tervnek megfelelően számos önálló, emeletes panelházakból álló több lakónegyed (mikrorajon) épült, melyeket itt komplexumoknak (комплексы) neveznek és számokkal jelölnek.
Három kerület jött létre: nyugaton a Komszomolról (kommunista ifjúsági szervezetről) elnevezett kerület, mely eredetileg a vízerőmű dolgozói számára létesült; északkeleten a autógyár és kerülete a hőerőművel és a lakótelepekkel (ezt a kerületet nem hivatalosan új városnak hívják); a kettő között pedig a központi kerület a város közigazgatási és kereskedelmi központjával.

## Gazdaság, közlekedés

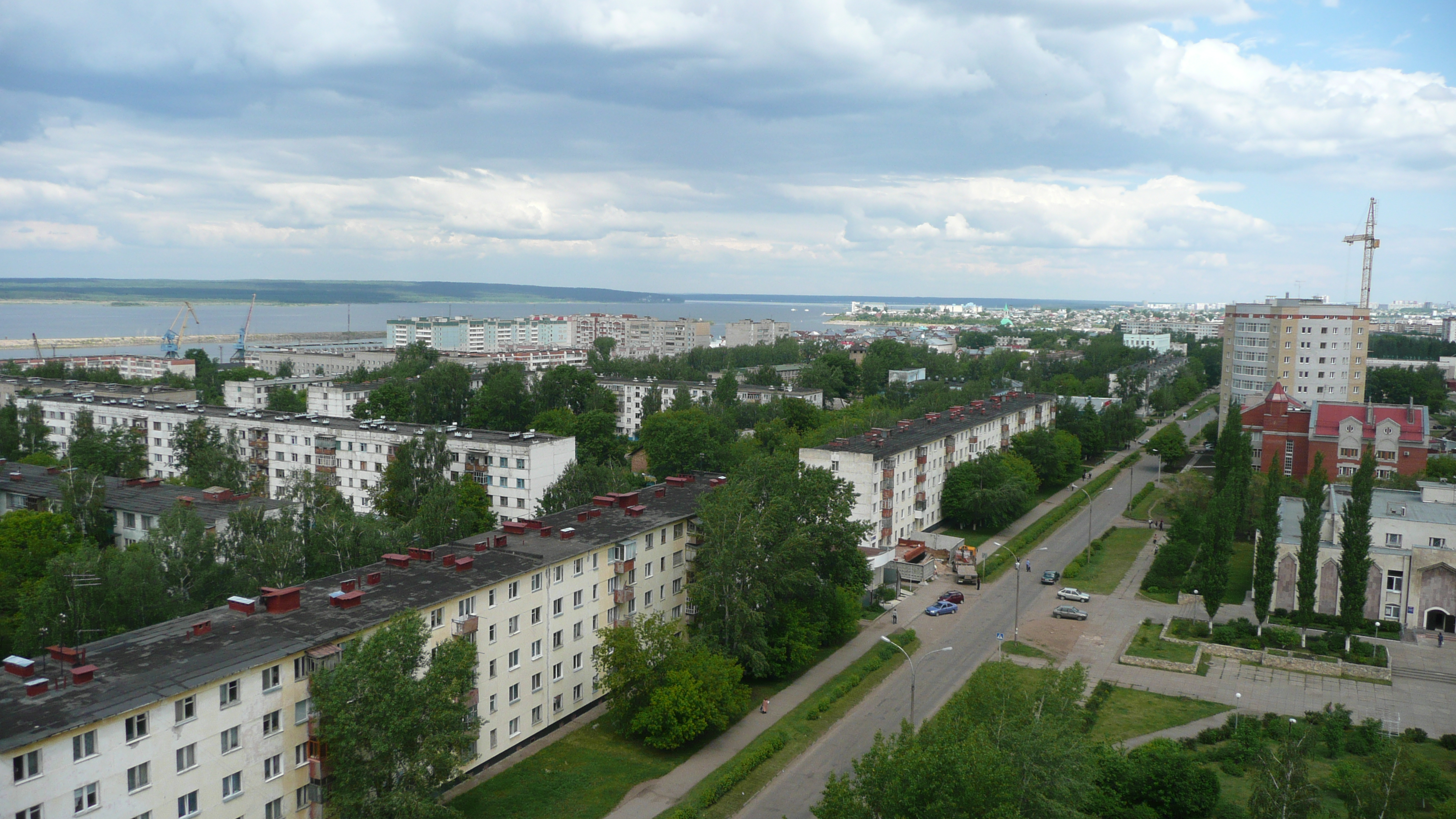

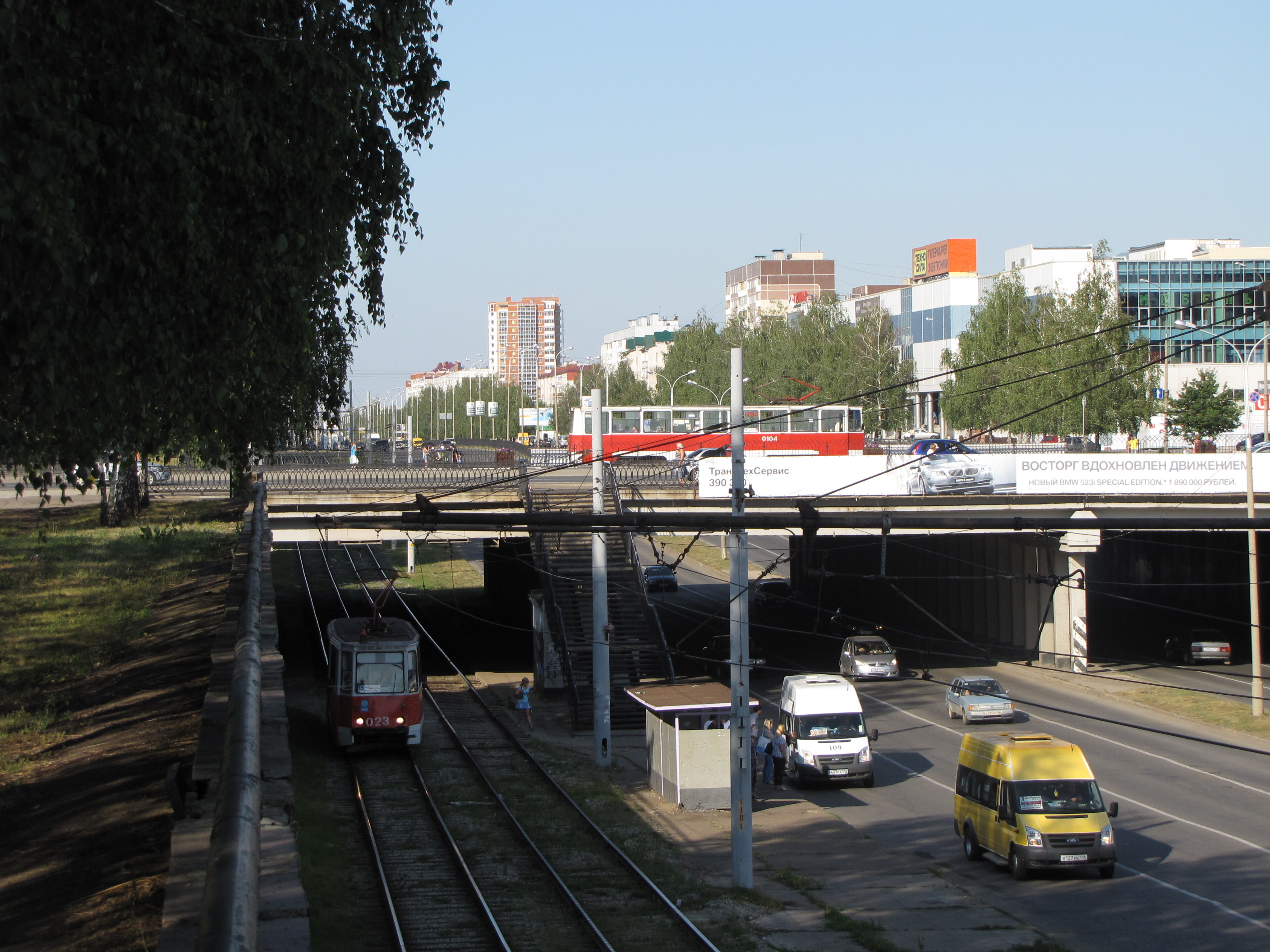
A városközpont részlete (2011)

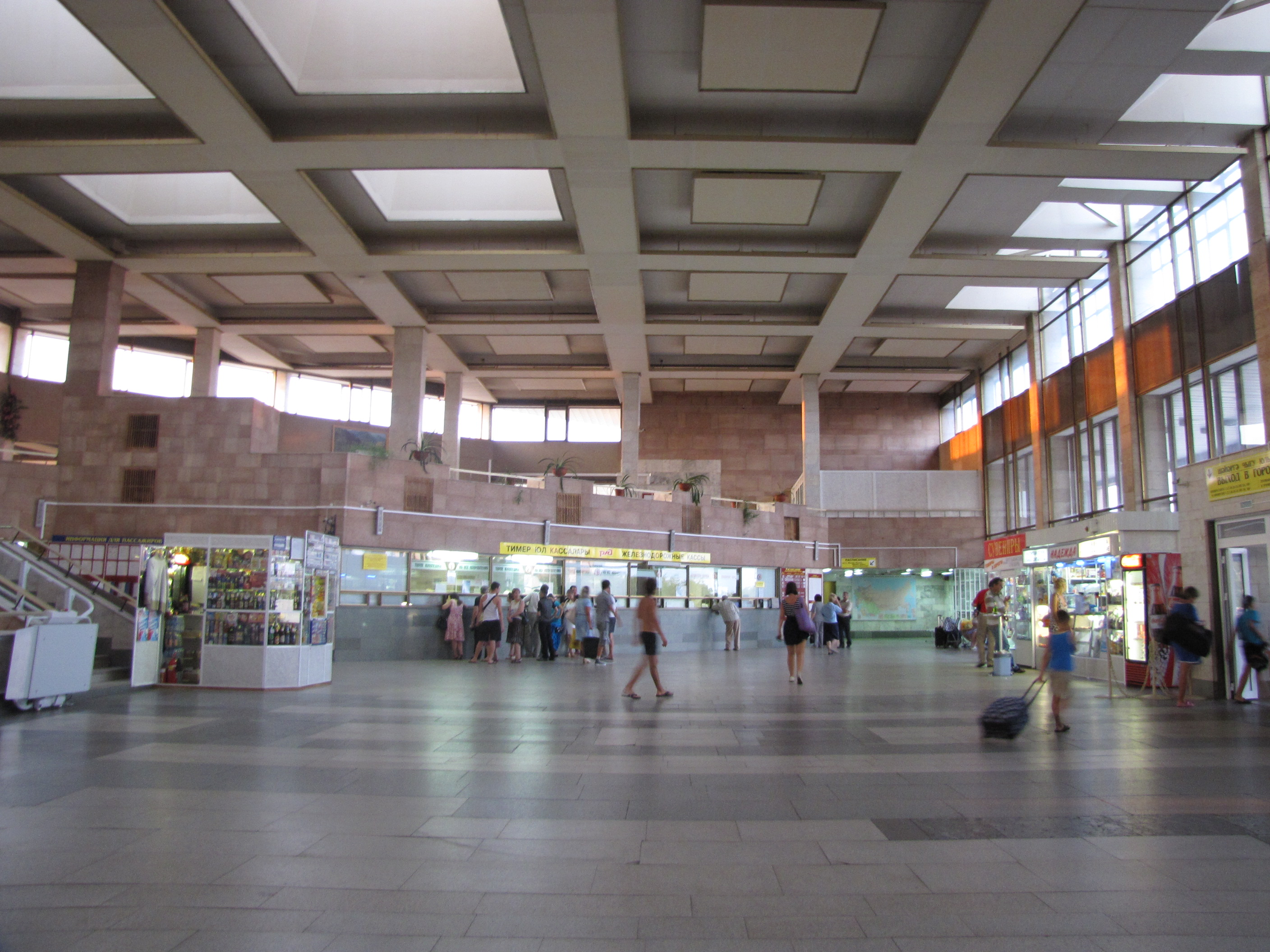
A vasútállomás utasterme (2011)

Az ipar vezető ágazata a járműgyártás. A világhírű KamAZ nehézgépjármű-gyár az egész város életét alapvetően meghatározó iparvállalat. További vezető iparágak: villamos energiatermelés és -elosztás, gépipar, papíripar, építőipar, élelmiszer-feldolgozás. 
A második legnagyobb nehézipari cégcsoport a Tatelektromas. A 2000-es évek elejére hatalmas adósságokat felhalmozott néhány állami iparvállalat (csőgyár, fémszerkezeti gyár stb.) felvásárlásával jött létre. A napjainkban holdingként működő cégcsoport a közlekedés számára villamos motorokat, a gáz- és olajipar számára csöveket, valamint gépalkatrészeket, fémszerkezeteket, hegesztőberendezéseket stb. állít elő.
A városi hőerőmű építése 1970-ben kezdődött és 1979-re fejeződött be, de 820 MW-os teljesítménye akkorra már kevésnek bizonyult. 1993-ra kibővítették, összteljesítményét 1180 MW-ra növelték. Az ország tíz legnagyobb hőerőművének egyike a város északkeleti részének lakónegyedeit és gyárait – köztük a KamAZ-t – látja el villamos- és hőenergiával.
A KamAZ melletti területen 1975-ben nagy üvegház-rendszert létesítettek, mely a hőerőmű energiáját hasznosítva a várost évtizedeken át friss zöldséggel látta el. 2004-ben a gazdaságot részvénytársasággá alakították, később a cég tetemes adósságokat halmozott fel és 2011-re csődbe ment.
Az 1980-as években épült papíripari kombinátot a 2010-es évek végén bővítették és korszerűsítették, új hullámkarton csomagolóüzem kezdte meg működését.
2019-ben a kínai Haier háztartásigép-gyártó cég mosógépek gyártását kezdte meg a városban. Az új üzem 14 hónap alatt készült el.

### Szállítás, közlekedés
A polgári repülőtér, Begisevo Naberezsnije Cselnitől 24 km-re délnyugatra helyezkedik el. Nemzetközi repülőtér, a KamAZ leányvállalata. Nem csak a várost, hanem Nyizsnyekamszkot (21 km) és az egész Alsó-Káma agglomerációt szolgálja ki. 2015 és 2018 között személyforgalma megduplázódott. 2018-ban 777 ezer utasa volt, és kínálata kilenc új járattal bővült.
A város az Agriz–Akbas vasútvonal mentén fekszik. Személyi pályaudvara a város délnyugati részén található. 1980-ban indult el a forgalom, magát az épületet 1990-ben adták át rendeltetésének. Személyforgalma nem túl jelentős, Moszkvába naponta egy szerelvény közlekedik. 
Az agglomeráció városaival és a regionális központokkal az M7-es „Volga” főútvonal közvetlen kapcsolatot biztosít. A központi autóbusz-állomásról rendszeres elővárosi és távolsági járatok közlekednek. A városon belüli személyszállítást az autóbuszjáratok és iránytaxik mellett villamoshálózat bonyolítja le. Az első villamosvonalat 1973-ban nyitották meg, 2017-ben összesen 14 vonal működött.

## Felsőoktatás, kultúra

### Felsőoktatási intézmények
- A Naberezsnije Cselni Állami Pedagógiai Egyetem (Набережночелнинский государственный педагогический университет) a Szovjetunió felbomlásakor lett önálló oktatási intézmény. 1990-ben kezdte meg működését mint pedagógiai főiskola és 2015 végén kapta meg az egyetemi státuszt.[9]
- A Kazanyi Föderációs Egyetem Naberezsnije Cselni Intézete (Набережночелнинский институт КФУ) elsősorban mérnöki képzést folytat a gépjárműgyártás, az energetika és az építőipar számára. Elődje az 1980-ban alapított műszaki főiskola volt, mely a Kamaz autógyár szakember-utánpótlási igényeit szolgálta, 2005-ben akadémiai státuszt kapott (Kámai Állami Mérnök-Közgazdasági Akadémia). 2012-ben az akadémia elvesztette önállóságát, ugyanis – több más tatárföldi felsőfokú oktatási intézményhez hasonlóan – a Kazanyi Föderációs Egyetem fiókintézménye (filiáléja) lett.[10][11]
- A városban több filiálé is működik, köztük a kazanyi TISBI Irányítási Egyetem filiáléja (Университет управления «ТИСБИ»). Az egyetem állami akkreditációval rendelkező, 1992-ben alapított nem-állami intézmény. Filiáléja van Almetyjevszkben és Nyizsnyekamszkban is.[12]
- A Kazanyi Nemzeti Műszaki Kutatóegyetemnek kirendeltsége működik a városban.

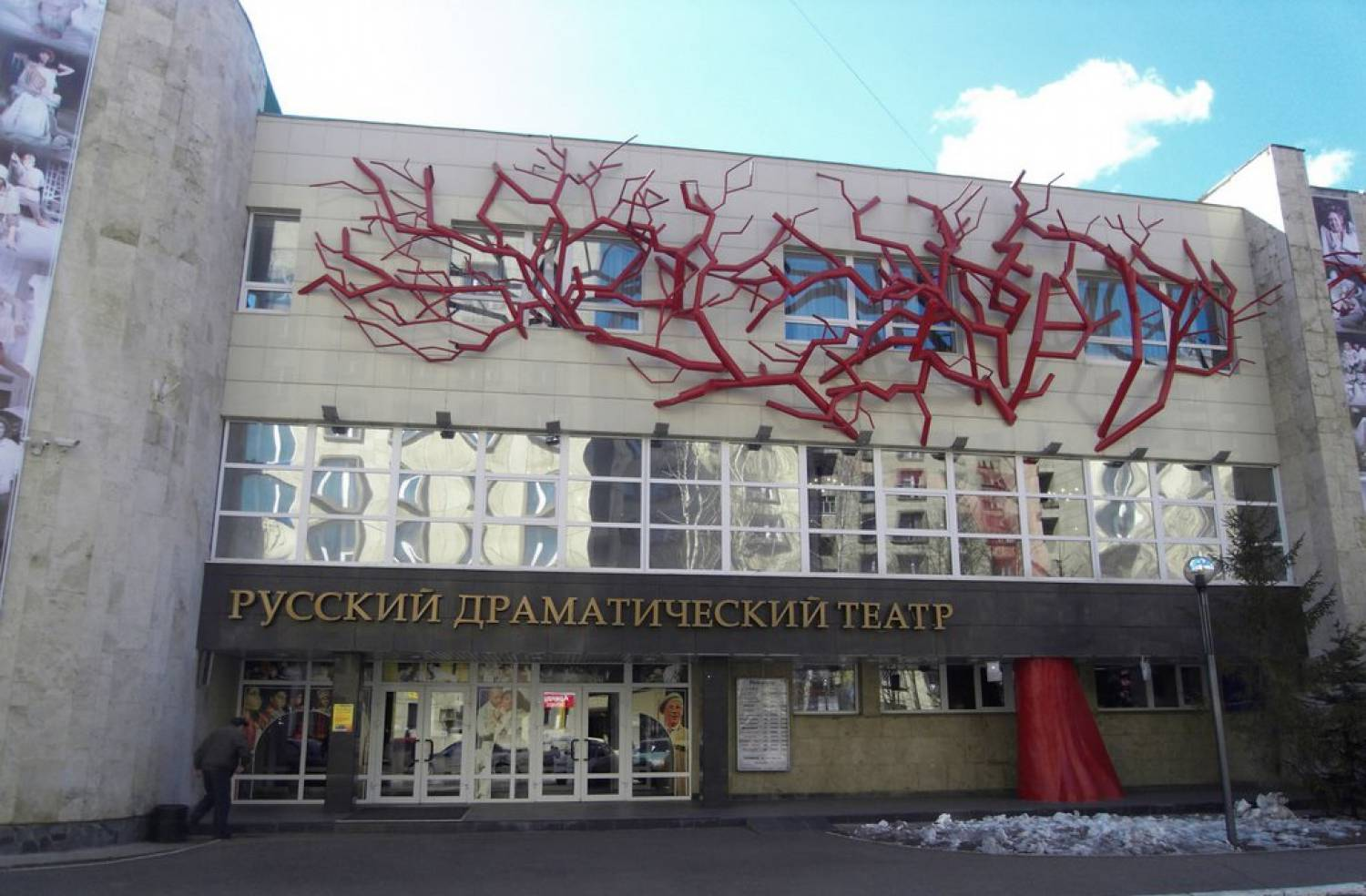
Az orosz színház épülete (2016)

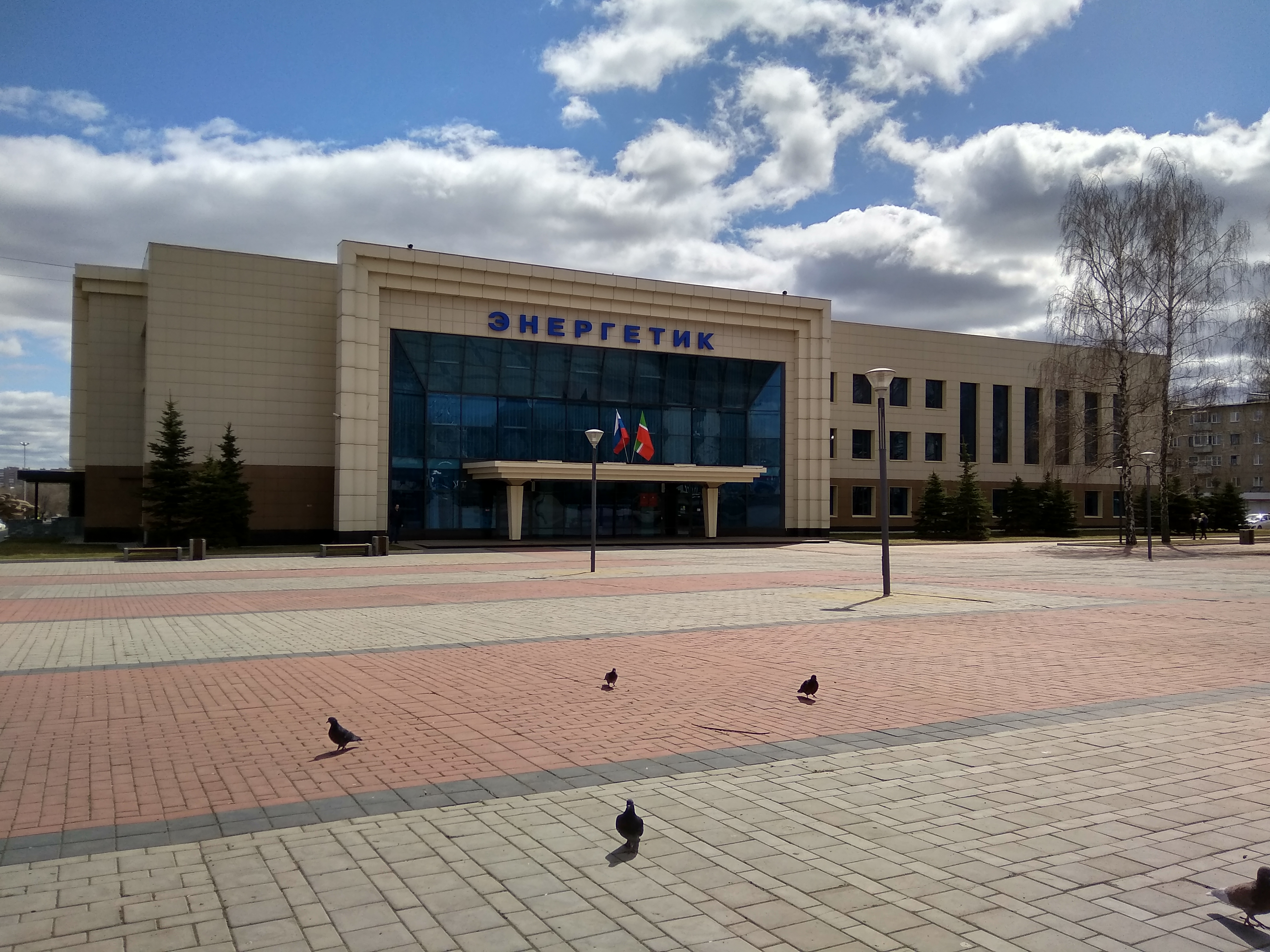
Az Enyergetyik kultúrház

### Kulturális intézmények
Naberezsnije Cselni helytörténeti múzeumát 1972-ben alapították. Később gyűjteményeivel együtt átköltöztették egy korábbi mozi átalakított épületébe, és 2008-ban ott nyitották meg új állandó kiállítását.
1980-ban hozták létre a városi képtárat mint a központi szépművészeti múzeum filiáléját. Lényegében a régió képzőművészeti múzeumaként szolgál. Saját gyűjtemények létrehozására 2006 óta van lehetősége.
A városnak egy orosz nyelven és egy tatár nyelven játszó színháza van. A Masztyerovije orosz nyelvű színház az 1970-es évek közepén szerveződött. Egy ideig a KamAZ-gyár kultúrházában, majd 1993–2004 között egy diákszálló kisebb termében játszott. 2005-ben átköltözött a korábbi Interklub (vagy Barátság Háza) akkor felújított épületébe. Azóta annak 143 férőhelyes színháztermében tartja előadásait. A tervek szerint 2020-ban elkezdődik az új színház építése. A tatár nyelvű színházat 1990-ben alapították, és kezdetben ifjúsági színházként a kerületi pártbizottság épületében működött. Szintén 2005-ben kapott önálló, felújított épületet.
Számos kulturális és szórakoztató programokat rendeznek még a nagy kultúrházakban, a központi Koncertteremben, valamint a 2005-ben megnyitott Jégpalota nevű sportközpontban és a Szabantuj nemzeti ünnep rendezvényeinek helyszínén, a sportstadionban is.

## Magyar vonatkozások
1990-ben a Demján Sándor vezette Közép-Európai Fejlesztési Társaság nyerte el az akkor még állami tulajdonú Kamaz autógyár privatizációs pályázatát. Az akció sikeres befejeződése után a profit egy részéből Demján Sándor „jóléti projekteket valósított meg: mecsetet, pravoszláv templomot, lakásokat és munkásszállót épített Naberezsnije Cselninek.”
Demján Sándor továbbra is kötődött a városhoz. A nevével fémjelzett Gránit Pólus Rt. ingatlanfejlesztésével valósult meg Naberezsnije Cselni és a régió legnagyobb bevásárlóközpontja, a Торговый квартал (Torgovij kvartal), melyet 2007-ben nyitottak meg. Később az ingatlan tulajdonának 100 %-a a Gránit Pólus kezébe került.